# Sankt Markus Kirke (Frederiksberg)
 For alternative betydninger, se Sankt Markus Kirke. (Se også artikler, som begynder med Sankt Markus Kirke)
Sankt Markus Kirke ligger i Sankt Markus Sogn i Frederiksberg Kommune, for enden af Julius Thomsens Plads, ved Forum.

## Historie
Kirken er tegnet af Carl Lendorf og opført 1900-02. Den blev indviet søndag den 9. november 1902 af biskop Thomas Skat Rørdam og provst Glahn i overværelse af kultusminister J.C. Christensen.

## Kirkebygningen
- Sankt Markus Kirke. Indgang.

## Interiør
- Sankt Markus Kirke. Kirkerum.
- Sankt Markus Kirke. Alter.
- Sankt Markus Kirke. Prædikestol.
- Sankt Markus Kirke. Døbefont.
- Sankt Markus Kirke. Orgelfacade.

## Gravminder
Tekst mangler, hjælp os med at skrive teksten

### Literatur
- Storbyens virkeliggjorte længsler ved Anne-Mette Gravgaard. Kirkerne i København og på Frederiksberg 1860-1940. Foreningen til Gamle Bygningers Bevaring 2001. ISBN 87-87546-18-3

## Eksterne kilder og henvisninger
- 3D model af Sankt Markus kirke Arkiveret 19. juli 2011 hos  Wayback Machine
- Sankt Markus Kirke hos KortTilKirken.dk